# Hoàng Nghĩa Hiếu
Hoàng Nghĩa Hiếu (sinh năm 1967) là chính khách người Việt Nam. Ông hiện giữ chức Phó Bí thư thường trực Tỉnh ủy Nghệ An, Chủ tịch Hội đồng nhân dân tỉnh Nghệ An.
Ông từng là Phó Bí thư Ban Cán sự Đảng, Phó Chủ tịch Ủy ban nhân dân tỉnh Nghệ An, Bí thư Huyện ủy Yên Thành, Giám đốc Sở Nông nghiệp và Phát triển nông thôn.

## Quê quán
Hoàng Nghĩa Hiếu sinh ngày 11 tháng 5 năm 1967, quê quán: xã Hưng Lĩnh, huyện Hưng Nguyên, tỉnh Nghệ An.

## Sự nghiệp
- 2/1991 - 11/1994: Cán bộ Công ty Xây lắp Thủy lợi 1 Nghệ An.

- 12/1994 - 8/2001: Đội trưởng Đội 110, Công ty Xây lắp Thủy lợi 1 Nghệ An.

- 9/2001 - 12/2004: Phó Bí thư Đảng ủy, Phó Giám đốc Công ty Xây lắp Thủy lợi 1 Nghệ An.

- 12/2004 - 12/2007: Phó Bí thư Đảng ủy, Chủ tịch HĐQT - Giám đốc Công ty Xây lắp Thủy lợi 1 Nghệ An.

- 1/2008 - 12/2012: Bí thư Đảng ủy, Chi cục trưởng Chi cục Quản lý đê điều, Chánh Văn phòng BCH Phòng chống lụt bão tìm kiếm cứu nạn tỉnh Nghệ An.

- 1/2013 - 11/2014: Phó Giám đốc Sở Nông nghiệp và PTNT, Bí thư Đảng ủy, Chi cục trưởng Chi cục quản lý đê điều, Chánh Văn phòng BCH Phòng chống lụt bão tìm kiếm cứu nạn tỉnh

- 11/2014 - 2/2016: Bí thư Huyện ủy Yên Thành. Từ tháng 11/2015 là Ủy viên Ban Chấp hành Đảng bộ tỉnh Nghệ An.

- 3/2016 - 11/2019: Ủy viên Ban Chấp hành Đảng bộ tỉnh, Giám đốc Sở Nông nghiệp và Phát triển nông thôn; Đại biểu HĐND tỉnh khóa XVII, nhiệm kỳ 2016 - 2021.

- 11/2019 - 2/2020: Ủy viên Ban Chấp hành Đảng bộ tỉnh, Phó Chủ tịch UBND tỉnh Nghệ An; Đại biểu HĐND tỉnh khóa XVII, nhiệm kỳ 2016 - 2021.

- 2/2020 - 10/2020: Ủy viên Ban Thường vụ Tỉnh ủy khóa XVIII, Phó Chủ tịch UBND tỉnh Nghệ An, đại biểu HĐND tỉnh khóa XVII, nhiệm kỳ 2016 - 2021.

- 10/2020 - 7/2021: Ủy viên Ban Thường vụ Tỉnh ủy khóa XIX, Phó Chủ tịch UBND tỉnh Nghệ An, đại biểu HĐND tỉnh khóa XVII, nhiệm kỳ 2016 - 2021.

- 7/2021 - 7/2022: Ủy viên Ban Thường vụ Tỉnh ủy khóa XIX, Phó Chủ tịch UBND tỉnh Nghệ An, đại biểu HĐND tỉnh khóa XVIII, nhiệm kỳ 2021 - 2026.

- Từ ngày 22/7/2022: Phó Bí thư Tỉnh ủy Nghệ An.
- Từ ngày 1/10/2024: Phó Bí thư Thường trực Tỉnh ủy Nghệ An.

- Từ ngày 25/10/2024 đến ngày 11/11/2024: Phó Bí thư điều hành Tỉnh ủy Nghệ An.
- Ngày 18/11/2024, tại kỳ họp thứ 24, các đại biểu HĐND tỉnh Nghệ An khóa XVIII dự họp đã bầu ông Hoàng Nghĩa Hiếu - Phó Bí thư Thường trực Tỉnh ủy giữ chức Chủ tịch HĐND tỉnh khóa XVIII, nhiệm kỳ 2021 - 2026.